# Alcampo
Alcampo est une enseigne d'hypermarchés créée en 1981. Elle est exploitée en Espagne par Auchan Retail, filiale qui gère la branche alimentation de Auchan Holding.

## Histoire
Le premier magasin est ouvert en 1981 à Utebo (Saragosse) et c'est la première implantation d'Auchan hors du territoire  français.
En août 2022, un accord est annoncé avec Dia pour l'achat de 235 supermarchés dans huit communautés autonomes pour un prix de 267 millions d'euros. L'opération comprend également le transfert de deux entrepôts logistiques à Villanubla (Valladolid).